# Nongda-hallen
Nongda-hallen (kinesiska: 中国农业大学体育馆). är en idrottshall inne på Nongda-universitetets område. Den byggdes i syfte att fungera som arena för de olympiska och paralympiska spelen 2008. Den började byggas 28 juni 2005 och var färdig 18 augusti 2008. Den har en byggyta på 24 000 kvadratmeter, och en maximal kapacitet på 8 500 åskådare. De nedersta raderna på läktaren kan dock tas bort, så arenans normalkapacitet är 6 000 åskådare.
Under OS användes arenan för brottning, och den användes även för turneringen i volleyboll vid handikapp-OS.
Efter spelen används arenan som av universitetets studenter och personal, samt boende i närområdet. I anslutning till idrottshallen ligger även ett bad som värms upp av varma källor.

## Fotnoter
1. ↑  Svenska namn enligt TT-språket. ”Andra språk // Kinesiska namn - OS-arenor” (HTML). http://www.tt.se/ttsprak/skrivregler/searchResultViewResult.aspx?chapter=12&page=9&xml=ttspraket.xml&template=ttspraket.inc&section=2&search=olympiska. Läst 18 augusti 2008.[död länk] Engelska och kinesiska namn enligt den officiella OS-sajtens artikel: Beijing 2008 (2008). ”China Agricultural University Gymnasium” (på engelska) (HTML). Arkiverad från originalet den 4 oktober 2008. https://web.archive.org/web/20081004094801/http://en.beijing2008.cn/venues/cag/. Läst 1 oktober 2008.
2. ↑  ”Beijing starts construction on wrestling venue (photos attached)” (på engelska). 28 juni 2005. Arkiverad från originalet den 7 september 2008. https://web.archive.org/web/20080907045402/http://en.beijing2008.cn/cptvenues/venues/cag/headlines/n214079178.shtml. Läst 1 oktober 2008.
3. 1 2  Beijing 2008 (18 augusti 2007). ”Olympic wrestling venue ready for competitions (photo attached)” (på engelska) (HTML). Arkiverad från originalet den 11 september 2008. https://web.archive.org/web/20080911205342/http://en.beijing2008.cn/cptvenues/venues/cag/headlines/n214132980.shtml. Läst 1 oktober 2008.
4. ↑  Beijing 2008 (26 juli 2007). ”Photo: The permanent and removable seats” (på engelska) (HTML). Arkiverad från originalet den 11 september 2008. https://web.archive.org/web/20080911154227/http://en.beijing2008.cn/cptvenues/venues/cag/headlines/cag/s214132824/n214133607.shtml. Läst 1 oktober 2008.
5. ↑  Beijing 2008 (20 augusti 2007). ”A potential swimming pool in CAU Gym” (på engelska) (HTML). Arkiverad från originalet den 7 september 2008. https://web.archive.org/web/20080907000458/http://en.beijing2008.cn/cptvenues/venues/cag/headlines/n214134474.shtml. Läst 1 oktober 2008.